# Orografie

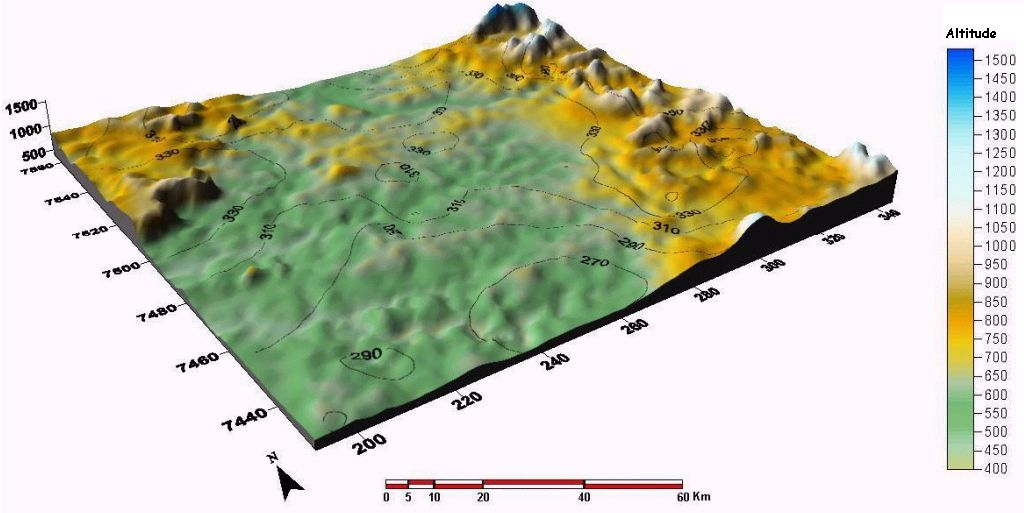
Orografie São Paulo, Brazilië

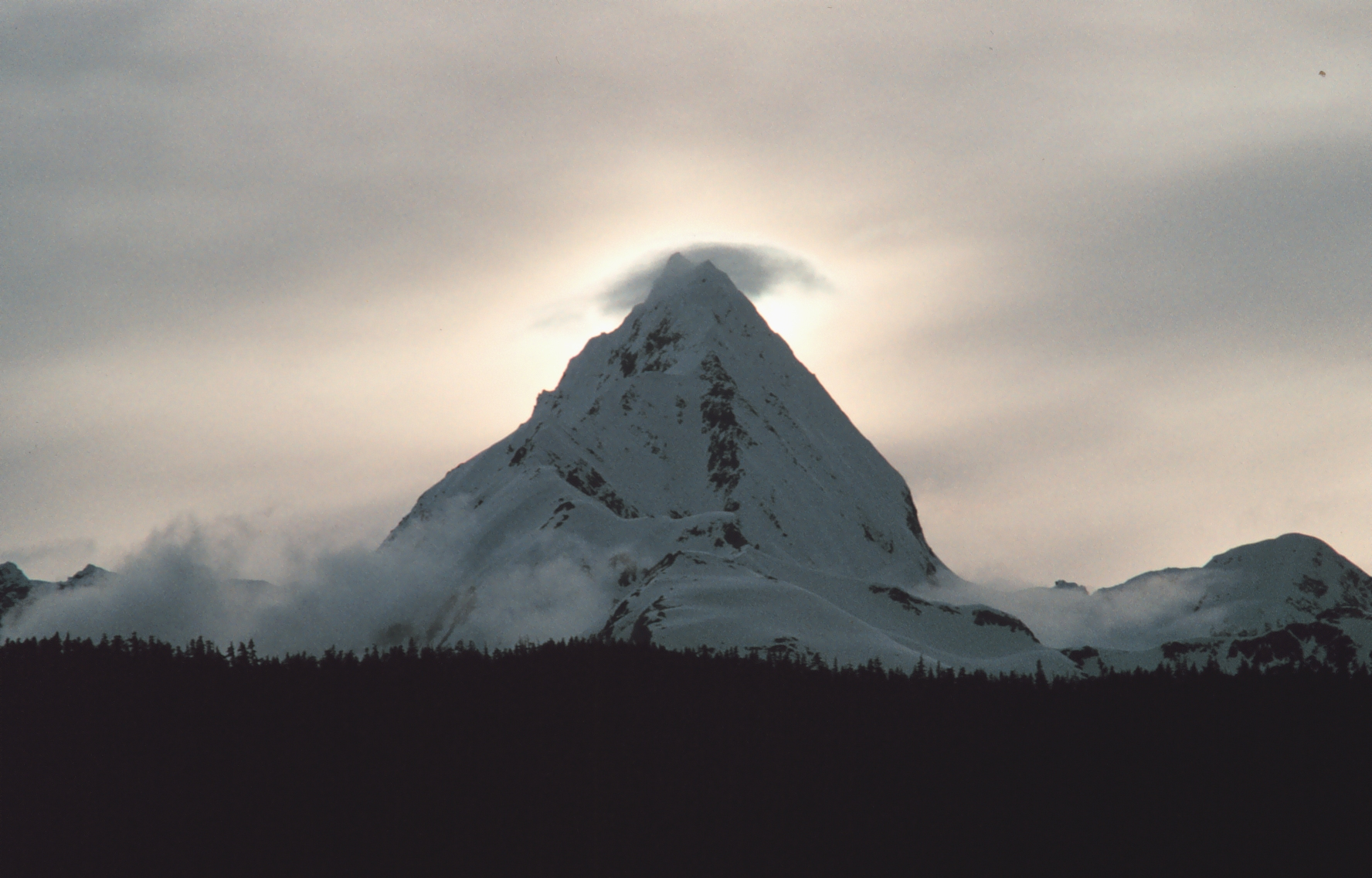
Wolkvorming rond bergtop in Alaska door opstijgende lucht langs de berghellingen

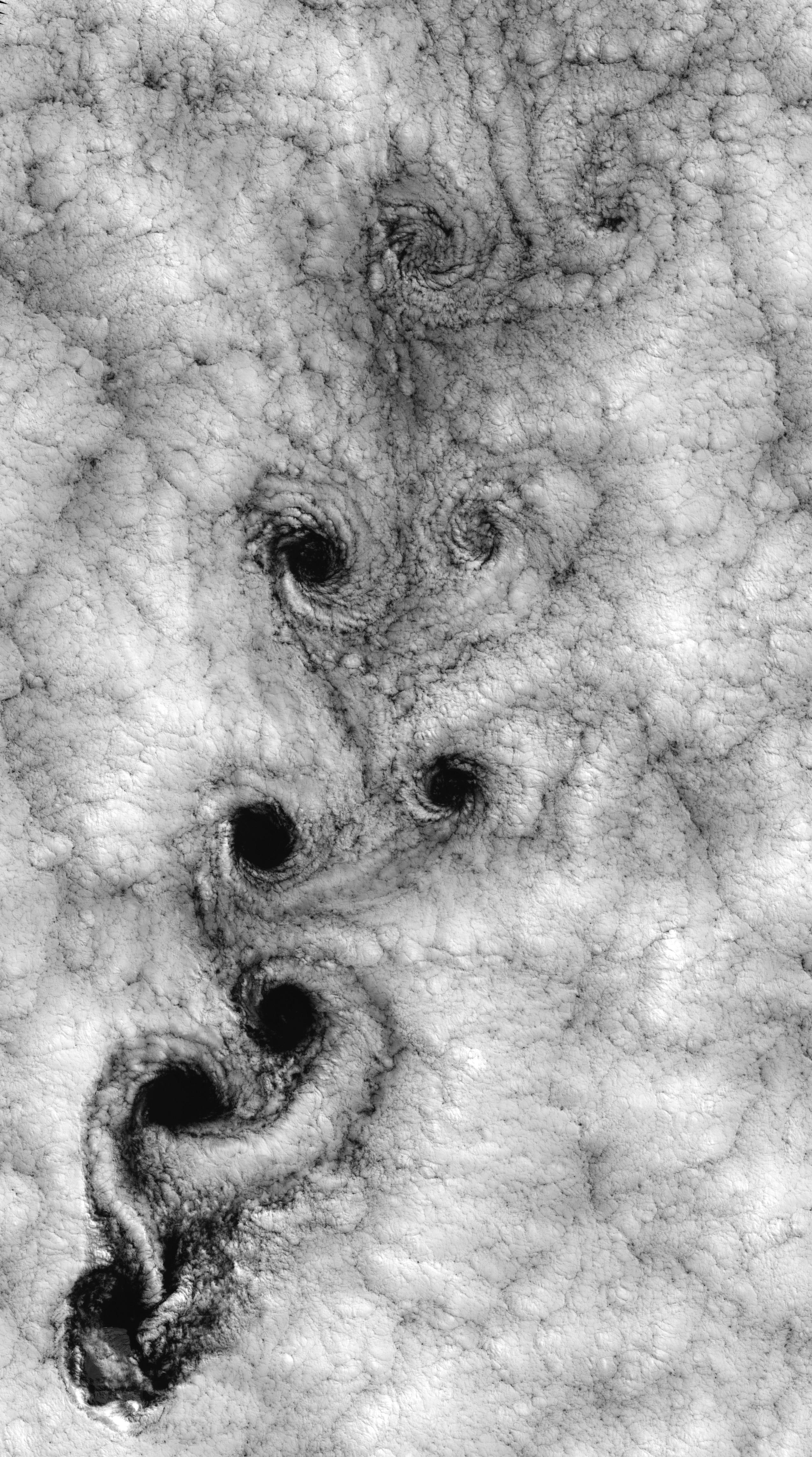
Von Kármán draaikolken in een wolkendek boven zee, veroorzaakt door de kegelvormige berg van Alejandro Selkirk Island, Chili

Het woord orografie stamt af van het Griekse ορος „berg“ en γραφειν „(be)schrijven“ en heeft verschillende betekenissen:
- het beschrijven van het ontstaan en de eigenschappen van bergen en dalen;[1]
- geomorfologie, de wetenschap die zich bezighoudt met het reliëf van het landschap, behorend tot de fysische geografie, onderdeel van de aardwetenschappen.[1]

De ligging van de grootste en hoogste bergketens op aarde heeft invloed op de wereldwijde patronen in de luchtcirculatie. Ook op lokaal niveau hebben bergen soms grote invloed op het weerbeeld. Het reliëf beïnvloedt de temperatuur, de wind, de bewolking en de neerslag. Daarom spreekt men in deze gevallen van:
- orografische regens, zie bijvoorbeeld Penninisch Gebergte;
- orografische schaduw, zie bijvoorbeeld Tabernas.

De orografische volgorde van de locaties van een rivier is vanaf de bron naar de monding.